# Phloiophilus edwardsi
Phloiophilidae là một họ nhỏ bọ cánh cứng, thuộc phân bộ Polyphaga. Phloiophilus edwardsi là loài đại diện duy nhất của họ này.